# Lucius Valerius Poplicola (Konsulartribun)
Lucius Valerius Poplicola war ein römischer Politiker und Feldherr in der Frühzeit der römischen Republik. Geburts- und Todesjahr sind nicht überliefert.
Lucius Valerius Poplicola war Angehöriger der gens Valeria, einer der fünf gentes maiores unter den patrizischen römischen Familien, die bis 366 v. Chr. alleinige Inhaber der politischen Macht in Rom waren. Er selbst war der Sohn und der Enkel zweier gleichnamiger Valerier, wobei der Großvater Lucius Valerius Poplicola möglicherweise 509 v. Chr. einer der ersten beiden, halblegendären römischen Konsuln gewesen war.
In der Zeit der höchsten Bedrohung der römischen Republik durch die Kriege gegen Veji, die Volsker und die Gallier verzichtete die Republik auf die Wahl von Konsuln als oberste staatliche Instanz und bestellte stattdessen sogenannte Konsulartribunen, die als ausgewiesene Militärs in erster Linie die Verteidigung der Stadt und ihres Gebietes übernahmen. Einer dieser Fachleute war Lucius Valerius Poplicola, der insgesamt fünfmal das Amt des Konsulartribun (tribunus militum consulari potestate) innehatte. Zum ersten Mal wurde er im Jahre 394 v. Chr. in dieses Amt gewählt. Seine zweite Amtszeit fiel in das Jahr 389, seine dritte in das Jahr 387 v. Chr., das Jahr der höchsten Bedrohung Roms durch die Gallier. Das vierte Mal wurde er Konsulartribun im Jahre 383 v. Chr. Zum fünften und letzten Mal bekleidete er das Amt im Jahre 380 v. Chr. Titus Livius nennt einen Lucius Valerius auch als Magister equitum des Diktators Marcus Furius Camillus. Ob es sich dabei um Lucius Valerius Poplicola oder den mehrfachen Konsul und Konsulartribun Lucius Valerius Potitus handelt, ist unsicher.